# Ocupación rusa del óblast de Zaporiyia
La ocupación rusa del óblast de Zaporiyia, denominada por el gobierno ruso como «Administración Civil-Militar de Zaporoye», es una ocupación militar en curso, que comenzó el 24 de febrero de 2022, después de que las fuerzas rusas invadieran Ucrania y comenzaran a capturar y ocupar partes del óblast de Zaporiyia. 
La capital del óblast, Zaporiyia no ha sido capturada por las fuerzas rusas, pero si ha sufrido grandes bombardeos por la artillería rusa (Bombardeo de Zaporiyia), sin embargo, otras ciudades si cayeron bajo control ruso, incluidas Melitópol, Berdiansk, Enerjodar o Tokmak. 
En 2022, el óblast quedó ocupado de iure en un 75% y pasó a pertenecer directamente como sujeto federal a la Federación Rusa, luego de su incorporación unilateral al territorio ruso a través de un referéndum.
En 2025, el óblast sigue ocupado de iure en un 73%.

## Ocupación

### Ocupación rusa
El 24 de febrero de 2022, una columna mixta rusa de hasta 1.400 vehículos armados y 63.000 soldados se adentraban en el óblast de Zaporiyia, después de enfrentarse a los pocos soldados ucranianos que había en la zona, consiguieron capturar y asediar las primeras ciudades.

#### Zaporiyia (capital del óblast)
El 27 de febrero de 2022, pese a que la ciudad de Zaporiyia no llegó a ser capturada por las fuerzas rusas, si que se reportó que el 22.º Ejército aerotransportado ruso avanzó hacia las afueras meridionales de la ciudad, aunque no se informaron bajas por ningún bando.
El mismo día por la noche comenzaron explosiones dentro de la ciudad causadas por bombardeos rusos, una de estas daño ligeramente el puente de Preobrazenskojo dentro de la ciudad, al igual que dejó por varias horas sin electricidad a ciertos edificios en la parte oriental.

#### Berdiansk
El 26 de febrero de 2022, la ciudad de Berdiansk cayó bajo ocupación rusa (batalla de Berdiansk) y a partir del 14 de marzo, los rusos utilizaron la ciudad como centro logístico para apoyar su ofensiva al sur de Ucrania y, en particular, al asedio de Mariúpol.
El 21 de marzo, el medio ruso Zvezda informó sobre la llegada de los primeros transportes navales rusos al puerto marítimo de la ciudad. Un oficial de las fuerzas navales rusas describió el acto como "un evento histórico que abrirá posibilidades logísticas a la Flota del Mar Negro".
El 24 de marzo, las fuerzas ucranianas lanzaron un ataque aéreo contra el puerto de Berdiansk, mediante el cual, el buque de desembarco Sarátov de la clase Alligator fue destruido y hundido, y el buque de desembarco Orsk de la clase Alligator fue gravemente dañado, obligandolo a ser remolcado del puerto. Por otro lado, los buques de desembarco Novocherkassk y Tsézar Kunikov de la clase Ropucha fueron dañados ligeramente, obligandolos a retirarse del puerto.

#### Melitópol
El 26 de febrero de 2022, la ciudad de Melitópol cayó bajo ocupación rusa (batalla de Melitópol), después de que las autoridades de la ciudad capitulasen ese día, las fuerzas rusas izaron las banderas rusas en algunos edificios administrativos de la ciudad. Hasta la noche del mismo día algunos combates a pequeña escala continuaron dentro de la ciudad contra las fuerzas de defensa locales.
El 1 de marzo, los ciudadanos de Melitópol realizaron una protesta contra la ocupación militar de la ciudad. Los manifestantes bloquearon un convoy de vehículos militares rusos que pasaba por el centro de la ciudad formando una barrera humana en señal de protesta por la ocupación, más tarde dicha protesta sería disuelta violentamente por las fuerzas rusas.
El 11 de marzo, Leila Ibragimova, la directora del Museo de Historia Local de Melitópol, al igual que Iván Fédorov, el alcalde de la ciudad de Melitópol, fueron arrestados y secuestrados por las milicias del Dombás por negarse a cooperar con ellas. Tras la desaparición del alcalde, la oficina del fiscal de la República Popular de Lugansk lo acusó de actividades terroristas, afirmando que se le interrogara en los próximos días.
El 12 de marzo, Olga Gaysumova, directora de la organización "Sociedad Consciente de Melitópol" y organizadora de las protestas locales fue arrestada. Mientras tanto, cientos de personas participaron en una protesta frente al ayuntamiento para exigir la liberación de Fédorov. Tras la disolución pacífica de la manifestación, se vieron varios vehículos militares rusos anunciando a través de altavoces que se habían prohibido los mítines o manifestaciones y que se impuso el toque de queda.
El 13 de marzo, Ukrainska Pravda informó que las fuerzas rusas habían secuestrado a Sergiy Preima, el presidente de consejo del distrito de Melitópol, al igual que habían intentado secuestrar a Roman Romanov, su secretario de consejo.
El 14 de marzo, Ukrainska Pravda informó que las fuerzas rusas habían impedido la movilización de nuevas protestas al bloquear la plaza central de la ciudad con vehículos blindados, tanques y alambres de púas.
El 16 de marzo, Iván Fédorov fue liberado del arresto. Algunos funcionarios ucranianos dijeron que fue liberado por los partisanos locales, sin embargo, más tarde se confirmó que el alcalde fue intercambiado por nueve reclutas rusos capturados por las fuerzas ucranianas.
El 23 de marzo, Iván Fédorov volvió a su puesto administrativo, y tras analizar la situación de la ciudad y sus alrededores informó que Melitópol estaba experimentando problemas con el suministro de alimentos, medicamentos y combustible, al igual que gran parte de la infraestructura de la zona noreste de la ciudad estaba en estado crítico por los previos bombardeos de artillería. También añadió que aproximadamente 100 soldados rusos habían sido asesinados por los partisanos locales durante la ocupación de la ciudad.

#### Enerjodar
El 4 de marzo de 2022, la ciudad de Enerjodar y su central nuclear cayeron bajo ocupación rusa (batalla de Enerjodar)
El 5 de marzo, Oleksandr Starukh, alcalde del óblast de Zaporiyia, declaró que las fuerzas rusas habían abandonado la ciudad después de saquearla y que la situación en la ciudad estaba completamente bajo el control de las autoridades locales. Sin embargo, Orlov negó el informe y afirmó que las fuerzas rusas aún ocupaban el perímetro de la ciudad y la central nuclear.
El 6 de marzo, el OIEA emitió un comunicado en el que decía que las fuerzas rusas estaban interfiriendo en las operaciones de la planta de energía y afirmaba que "cualquier acción de la dirección de la planta, incluidas las medidas relacionadas con la operación técnica de las seis unidades del reactor, requiere la aprobación previa de la Comandante ruso", y afirmando además que "las fuerzas rusas en el sitio han desconectado algunas redes móviles e Internet para que no se pueda obtener información confiable del sitio a través de los canales normales de comunicación". El 9 de marzo, Herman Galushchenko, Ministro de Energía de Ucrania, afirmó que las fuerzas rusas estaban reteniendo a los trabajadores de la planta de energía como rehenes y habían obligado a varios a hacer vídeos de propaganda.

### Establecimiento del Cuartel militar
El 1 de marzo de 2022, Rusia capturó Melitópol, una ciudad en el raión de Melitópol y estableció allí su cuartel general militar.

## Bajo la Administración Civil y Militar

El 12 de marzo, el Servicio de Seguridad de Ucrania afirmó que el exdiputado del óblast, Yevgueni Balitski, tenía el control de facto del gobierno de la ciudad.
El 13 de marzo, el Ayuntamiento de Melitópol declaró que las tropas de ocupación estaban tratando de crear ilegalmente una administración de ocupación de la ciudad de Melitópol.